# Finale della FIFA Confederations Cup 2013
La finale della FIFA Confederations Cup 2013 si è disputata il 30 giugno 2013 al Maracanã di Rio de Janeiro tra la Nazionale brasiliana e quella spagnola. L'atto conclusivo della manifestazione ha visto il successo per 3-0 del Brasile, che ha conquistato il quarto titolo della sua storia nonché terzo consecutivo.

## Cammino verso la finale
Il Brasile, inserito nel gruppo A insieme al Giappone, al Messico e all'Italia, ha esordito vincendo per 3-0 contro i giapponesi prima di battere il Messico per 2-0 e l'Italia per 4-2. In semifinale i brasiliani hanno avuto la meglio sull'Uruguay, sconfitto per 2-1.
La Spagna, sorteggiata nel gruppo B insieme all'Uruguay, a Tahiti e alla Nigeria, ha battuto per 2-1 gli uruguaiani e ha poi vinto nettamente con Tahiti per 10-0 e con la Nigeria per 3-0. Nel turno successivo gli spagnoli hanno eliminato l'Italia ai rigori per 7-6 (0-0 il risultato dopo i tempi supplementari).

## Descrizione della partita

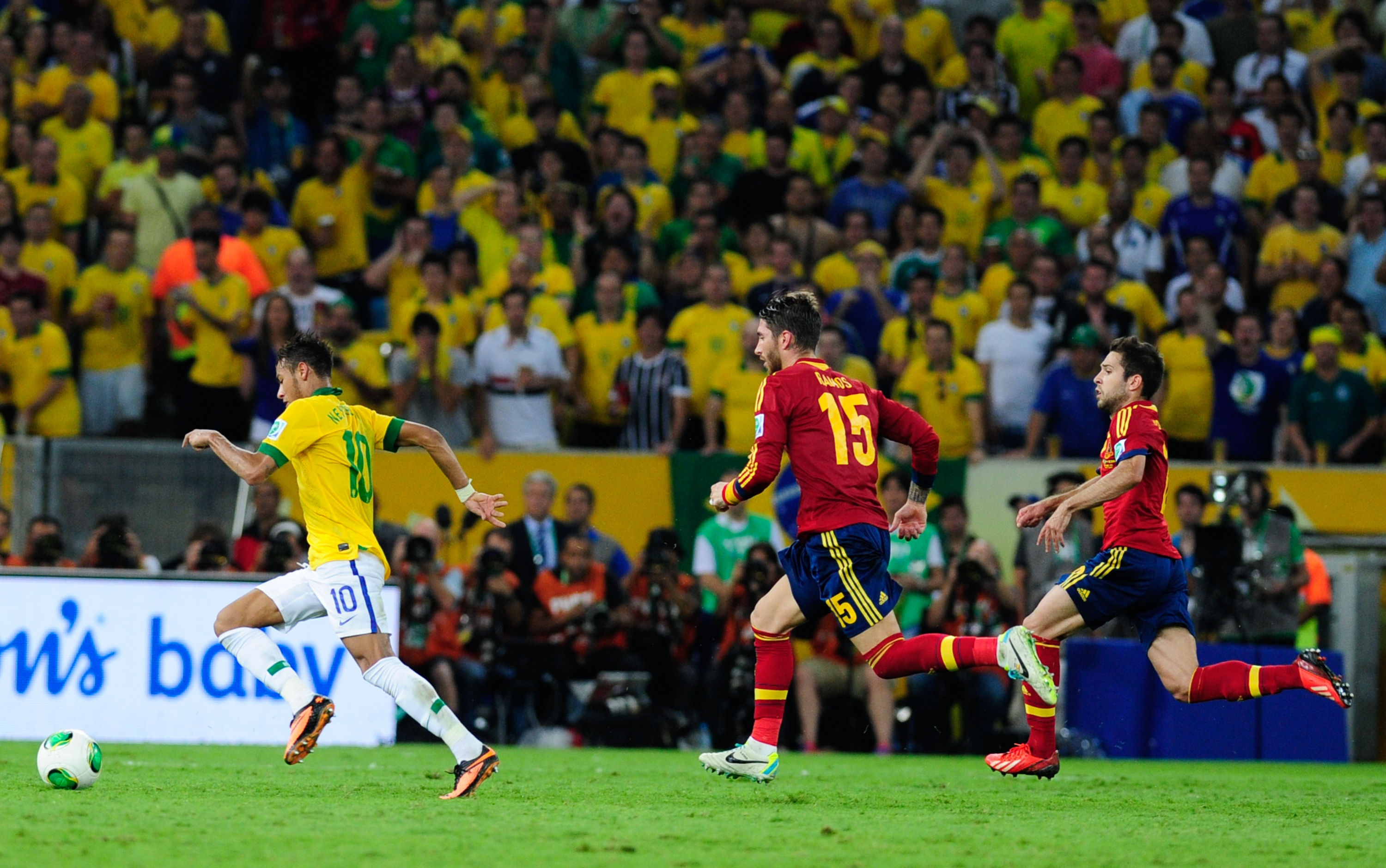
Neymar inseguito da Sergio Ramos e Jordi Alba.

La partita si è sbloccata già al 2' con l'attaccante brasiliano Fred abile ad approfittare di un errore della retroguardia spagnola. Spinto dal suo pubblico, il Brasile ha continuato ad attaccare ed è pervenuto al raddoppio sul finire del primo tempo (44') grazie ad un diagonale di Neymar su assist di Oscar. Nella ripresa il copione non è cambiato: al 47' ancora Fred ha realizzato la terza rete dell'incontro, chiudendo di fatto la partita. Il rigore sbagliato da Sergio Ramos al 54' è servito solo a far crescere i rimpianti della Spagna, mai capace di organizzare una vera e propria reazione.
Al fischio finale dell'arbitro, il Brasile ha potuto sollevare al cielo il suo terzo trofeo consecutivo (quarto complessivo).

## Tabellino
| Arbitro: | Björn Kuipers |

| |              | |
| Fred 2’, 47’ Neymar 44’ | Marcatori    | |
| · Júlio César · Dani Alves · Thiago Silva (c) · David Luiz · Marcelo · 88’ Paulinho · Luiz Gustavo · Oscar · 73’ Hulk · Neymar · 80’ Fred | Formazioni   | · Casillas (c) · Arbeloa 15’ 46’ · Ramos 28’ · Piqué 68’ · Jordi Alba · Busquets · Xavi · Iniesta · Pedro · Juan Mata 52’ · Torres 59’ |
| · 73’ Jádson · 80’ Jô · 88’ Hernanes | Sostituzioni | · Azpilicueta 46’ · Navas 52’ · Villa 59’                                                                                              |
| Luiz Felipe Scolari | Allenatori   | Vicente del Bosque |